# Plinska konstanta
Plinska konstanta je fizikalna konstanta, ki so jo označuje z veliko črko {\displaystyle R\,}, in je enaka za vse pline. Izračuna se jo lahko iz preurejene splošne plinske enačbe za ideale pline:
{\displaystyle R={\frac {pV}{nT}}\!\,.}
Pri tem je {\displaystyle p\,} tlak plina [N m-2], {\displaystyle V\,} prostornina, ki jo plin zavzema [m3], {\displaystyle n\,} število molov plina (množina snovi) [mol] in {\displaystyle T\,} absolutna temperatura plina [K].
Če se vrednost {\displaystyle pV/nT\,} ekstrapolira za vrednost {\displaystyle n=0\,}, se dobi vrednost:
{\displaystyle R=8,314\,4598(48)~{\frac {\mathrm {J} }{\mathrm {mol~K} }}\!\,.}
Vrednost za {\displaystyle R\,} je enaka, ne glede na to, za kateri plin se jo izračuna.